# Pietro Paolo Vasta
Pietro Paolo Vasta (Acireale, 31 juillet 1697 - Acireale, 28 novembre 1760) est un peintre italien actif au XVIIIe siècle.

## Biographie
Pietro Paolo Vasta a été actif de 1732 à 1755 et est considéré comme un des artistes majeurs de l'école baroque tardive sicilienne du Val di Noto.
Pietro Paolo Vasta est le père d'Alessandro, fut son maître et aussi son collaborateur dans de nombreux projets.
Pietro Paolo Vasta a débuté comme apprenti dans l'atelier des peintres messinois Paolo et Antonio Filocamo. En 1726 il épousa à Rome Isabella Adami, de laquelle il aura sept fils dont Alessandro qui devint lui aussi un peintre d'une certaine notoriété.
Il retourna à Acireale 17 ans après et en 1731 en pleine reconstruction du Val di Noto, à la suite du terrible tremblement de terre de 1693, et en 1732 il obtint la commande de l'exécution des fresques du nouveau temple dédié à saint Sébastien.
En 1734, il ouvrit un atelier d'art d'une certaine renommée où il eut comme élèves Vito d'Anna, peintre palermitain, considéré comme le plus important représentant de la peinture sicilienne du XVIIIe siècle, Michele Vecchio, Giuseppe Grasso Naso son fils Alessandro et tant d'autres.
Par la suite, il réalisa encore une série de fresques à la Cathédrale d'Acireale et pour l'église San Camillo et Santa Maria del Suffraggio.
En 1755, tandis qu'il réalisait une série de fresques pour l’église Sant'Antonio Di Padova à Acireale, il fut touché par une attaque apoplectique, tomba de l'échafaudage et resta paralysé.

## Œuvres
- Cathédrale de Acireale
  - Nativité, (tableau)
  - Résurrection du Christ avec saint Thomas et Madeleine (tableau)
  - Les Noces de Cana (tableau)
  - Sant'Andrea (tableau)
  - Fresques de la Coupole
- Basilique Collégiale Saint-Sébastien, Acireale : Série de fresques entre le transept et le chœur.
- Basilique San Camillo de Lellis : resques et retable de la Madonna delle Grazie (autel).
- Église del Suffragio : série de fresques
- Église  de Sainte Maria Odigitria : série de fresques,
- Église de Loreto : série de fresques,
- Église de San Pietro : projet de la façade, tableaux sur toile.
- Pinacoteca Zelantea : tableaux sur toile.

Autres œuvres
- Église Sant'Antonio di Padova,Aci Catena,
- Cathédrale, Giarre,
- Église, Santa Venerina,
- Église Santa Chiara, Catane,
- Église San Bonaventura da Bagnoregio, Caltagirone.

## Sources
- (it) Cet article est partiellement ou en totalité issu de l’article de Wikipédia en italien intitulé « Pietro Paolo Vasta » (voir la liste des auteurs).